# Cats on Fire
Cats on Fire ist eine finnische Indie-Pop-Band aus Turku.

## Geschichte
Die Band Cats on Fire entstand 2001 in Vaasa, einem Ort in der finnischen Provinz Österbotten, nachdem sich die Vorgängerband The Remington Programme aufgelöst hatte. Daraufhin beschloss Mattias Björkas auf Ratschlag der anderen ehemaligen Bandmitglieder die Gründung einer eigenen Band. Trotz ständig wechselnder Besetzung gelang es der Band, zwei Demos und zwei Singles einzuspielen, auf Festivals aufzutreten und 2003 als Support der schwedischen Band Laakso durch Finnland zu touren. 2004 fand sich schließlich die aktuelle Besetzung mit Ville Hopponen, Kenneth Höglund und Henry Ojala. 2006 veröffentlichte die Band beim schwedischen Label Fraction Discs ihre Debüt-EP Draw in the Reins, die in der skandinavischen Indieszene große Aufmerksamkeit erregte. Schließlich wurde das deutsche Label Marsh-Marigold Records auf die Band aufmerksam und vermarktete erfolgreich deren ersten Longplayer The Province Complains, der 2007 erschienen ist. 2009 brachte die Band das Nachfolgealbum Our Temperance Movement bei Cargo Records heraus. Die Sammlung Dealing in Antiques aus dem Jahr 2010 umfasst Songs der frühen und mittlerweile vergriffenen EPs und Singles sowie bisher unveröffentlichte Stücke wie die Single The Hague und das White-Town-Cover Your Woman. Auf dem neuen finnischen Label Soliti Records erschien im März 2012 das dritte reguläre Studioalbum All Blackshirts to Me.

## Stil
Die Band kombiniert in ihrem Indie-Gitarrenpop gekonnt Leichtigkeit mit musikalischem Anspruch. Die Stimmung in ihren intelligenten Texten wechselt zwischen angenehmer Melancholie und süffisanter Selbstironie. Stilistisch und inhaltlich erinnert die Musik der Band an Morrissey und The Smiths.

## Diskografie

### Alben
- 2007: The Province Complains (Marsh-Marigold Records)
- 2009: Our Temperance Movement (Cargo Records)
- 2010: Dealing in Antiques (Pyramid Records)
- 2012: All Blackshirts to Me (Soliti Records / Cargo Records)

### EPs
- 2002: The Empty Town (Demo)
- 2005: The Seelonce Mayday (Demo)
- 2006: Draw in the Reins (Fractiondiscs)

### Singles
- 2003: Solid Work
- 2003: My Friend in a Comfortable Chair (Elva Records)
- 2004: Happiness Is Chemistry
- 2009: The Hague